# Manuela Marxer
Manuela Marxer-Lippuner (Mauren, 5 agosto 1965) è un'ex multiplista liechtensteinese.
Ha rappresentato per quattro edizioni consecutive a partire da Los Angeles 1984, il Liechtenstein ai Giochi olimpici. Tra il 1990 e il 1994, Marxer è stata designata sportiva dell'anno per la propria nazione, di cui detiene numerosi record nell'atletica leggera tra cui quello dell'eptathlon.

## Palmarès
| Anno | Manifestazione  | Sede        | Evento    | Risultato | Prestazione | Note |
| ---- | --------------- | ----------- | --------- | --------- | ----------- | ---- |
| 1984 | Giochi olimpici | Los Angeles | Eptathlon | 20ª       | 4662 p.     |      |
| 1987 | Mondiali        | Roma        | Eptathlon | dnf       | dnf         |      |
| 1988 | Giochi olimpici | Seul        | 100 m hs  | Batteria  | 14"38       |      |
| 1990 | Europei         | Spalato     | Eptathlon | 13ª       | 5837 p.     |      |
| 1992 | Giochi olimpici | Barcellona  | Eptathlon | 24ª       | 5749 p.     |      |
| 1993 | Mondiali        | Stoccarda   | 100 m hs  | Batteria  | 13"65       |      |
| 1993 | Mondiali        | Stoccarda   | Eptathlon | dnf       | dnf         |      |
| 1994 | Europei         | Helsinki    | Eptathlon | 12ª       | 6045 p.     |      |
| 1995 | Mondiali        | Göteborg    | Eptathlon | dnf       | dnf         |      |
| 1996 | Giochi olimpici | Atlanta     | Eptathlon | dnf       | dnf         |      |